# Cryptopalpus nigriventris
Cryptopalpus nigriventris är en tvåvingeart som först beskrevs av Macquart 1843.  Cryptopalpus nigriventris ingår i släktet Cryptopalpus och familjen parasitflugor.
Artens utbredningsområde är Colombia. Inga underarter finns listade i Catalogue of Life.